# Mia Brogaard
Mia Brogaard, nata Mia Olsen (15 ottobre 1981), è un'ex calciatrice danese, di ruolo difensore.
Durante la sua lunga attività agonistica, terminata nel 2013, ha legato prevalentemente il suo nome al Brøndby vincendo otto titoli di Campione di Danimarca e cinque Coppe, dove chiuse la carriera con 253 presenze e 74 reti realizzate, vantando inoltre numerose convocazioni nella nazionale danese, raggiungendo le semifinali nell'Europeo di Svezia 2013, e conseguendo il titolo di giocatrice danese dell'anno nel 2009.

## Palmarès

### Club
- Campionato danese: 8

Brøndby: 2002-2003, 2003-2004, 2004-2005, 2005-2006, 2006-2007, 2007-2008, 2010-2011, 2012-2013
- Coppa di Danimarca: 5

Brøndby: 2003-2004, 2004-2005, 2006-2007, 2009-2010, 2012-2013

### Individuali
- Giocatrice danese dell'anno: 1

2009